# Alfred Pelldram

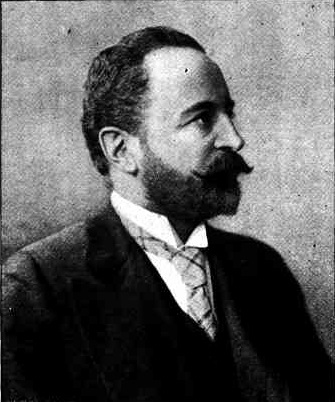
Alfred Leopold Robert Pelldram, aus: The Sydney Mail, 6. Oktober 1894, S. 699

Alfred Leopold Robert Moritz Pelldram (* 1847 in Sagan, Provinz Schlesien; † 22. Februar 1906 in Berlin) war ein deutscher Diplomat, der unter anderem als deutscher Generalkonsul für Australien, Ministerresident für Haïti und für Venezuela diente, aber auch in Ägypten, China, dem Kaukasus und Belgien diplomatisch tätig war.

## Früher Lebensweg
1847 in Sagan in der preußischen Provinz Schlesien geboren, legte Alfred Pelldram 1865 seine Reifeprüfung ab und studierte von 1866 bis 1869 Rechtswissenschaften an der Ruprecht-Karls-Universität Heidelberg und der Friedrich-Wilhelms-Universität in Berlin. 1869 wurde der Rechtskandidat Alfred Pelldram zum Auskultator ernannt. Während seines Studiums in Berlin trat Pelldram 1867 in das 2. Garde-Ulanen-Regiment ein, ein Reserve-Kavallerie-Regiment der Preußischen Armee in Berlin.
Pelldram wurde 1869 zum Leutnant der Reserve befördert und diente bei Ausbruch des Deutsch-Französischen Krieges 1870/71 mit seinem Regiment als Teil der Infanteriedivision der Zweiten Garde in der Zweiten Armee unter dem Kommando von Prinz Friedrich Karl von Preußen in Frankreich. Für seine militärischen Verdienste erhielt Pelldram 1870 das Eiserne Kreuz Zweiter Klasse.
Mit dem Ende des deutsch-französischen Krieges und der Gründung des Deutschen Reiches 1871 nahm Pelldram seine juristische Laufbahn wieder auf. Er wurde zunächst an den Gerichtshof von Breslau berufen und 1873 an das Oberappellationsgericht in Wiesbaden. Im Jahr 1875 wurde Pelldram Assessor und zum Hilfsrichter in Wiesbaden ernannt.

## Diplomatische Karriere
1876 trat Pelldram in den Dienst des kaiserlichen Auswärtigen Amtes und wurde ein Jahr später an das deutsche Generalkonsulat in Odessa, Russisches Reich, und wenig später als Vizekonsul an der Deutschen Botschaft in St. Petersburg unter Botschafter Hans Lothar von Schweinitz entsandt.
1881 wurde Pelldram ins Kaiserreich China entsandt, um als deutscher Konsul in Tientsin zu dienen. Er war am 18. April 1885 beim Abschluss des Vertrages von Tientsin zwischen China und Japan über den Einfluss dieser beiden Mächte in Korea zugegen. Ab 1885 arbeitete Pelldram in Kanton (Guangzhou). Im Dezember 1885 wurde Pelldram deutscher Gesandter in der britischen Kronkolonie Hongkong.
1886 war Pelldram als Generalkonsul in Kairo im britisch besetzten Ägypten und ab 1887 als Konsul für das russisch besetzte Kaukasien und Transkaukasien in Tiflis (Georgien) tätig.
1888 bis 1896 war Pelldram deutscher Generalkonsul für Australien mit Sitz in Sydney, genauer: für die Kolonie New South Wales, denn erst am 1. Januar 1901 schlossen sich die bis dahin voneinander unabhängigen Kolonien auf dem australischen Kontinent zum Commonwealth of Australia zusammen, also erst nach Pelldrams Amtszeit als deutscher Konsul dort. Pelldram war Amtsnachfolger von Gustav Travers und Amtsvorgänger von Peter Kempermann. Er war auch für Tasmanien, Neuseeland und die Fidschi-Inseln zuständig. Pelldram war 1893 und 1894 zugleich amtierender Konsul für Österreich-Ungarn in Australien und beherbergte Erzherzog Franz Ferdinand bei dessen Besuch in Sydney im Mai 1893 an Bord der Kaiserin Elisabeth. Während seiner Amtszeit in Sydney wurde Pelldram vom deutschen Konsul Carl Ludwig Sahl unterstützt, der oft in Pelldrams Abwesenheit amtierte. Als Sahl Anfang 1897 starb, nahm Pelldram an seiner Beerdigung teil.
Im August 1897 verließ Pelldram Sydney, um sein Amt als Generalkonsul in Antwerpen (Belgien) anzutreten. In Antwerpen soll er Verbindungen zur pan-germanischen Bewegung gehabt haben.
Pelldram war von 1890 bis mindestens 1900 Förderer des Museums für Völkerkunde in Leipzig, dem er im Jahr 1899 „8 Speere, 1 Keule, 2 Kriegsbumerangs und 1 Wurfholz aus dem Nordterritorium von Südaustralien“ stiftete.
Von 1900 bis 1903, in für Haiti gesellschaftlich unruhigen und politisch instabilen Zeiten, war Pelldram deutscher Ministerresidenten für Haiti in Port-au-Prince.
1903, gegen Ende der Venezuela-Krise, trat er in Caracas seine letzte diplomatische Stellung als außerordentlicher Gesandter und bevollmächtigter Minister des Deutschen Reiches für Venezuela an.
Anfang 1906 kehrte Pelldram krank nach Deutschland zurück und starb am 22. Februar 1906 in Berlin.